# Rafiu Durosinmi
Rafiu Durosinmi (* 1. ledna 2003 Lagos) je nigerijský profesionální fotbalista, který hraje na pozici útočníka za český klub FC Viktoria Plzeň.

## Klubová kariéra

### Karviná
Durosinmi přišel na jaře 2021 do juniorského týmu Karviné. Brzy se prosadil do prvního mužstva. Ve své první sezoně v nejvyšší soutěži vstřelil tři branky v 19 zápasech, v podzimní části sezóny 2022/23 za Karvinou ve druhé lize zaznamenal tři góly a pět asistencí.

### Viktoria Plzeň
V lednu 2023 jej na půlroční hostování s opcí angažovala Plzeň. V klubu měl pomoci nahradit zraněného útočníka Jana Klimenta, jemuž kvůli zraněnému kotníku hrozila delší pauza. Po pomalejším rozjezdu se usadil v základní sestavě, Durosinmi v 15 startech čtyřikrát skóroval, čímž si řekl o setrvání na západě Čech.
Po úspěšném jarním hostování zůstal ve Viktorii Plzeň, která aktivováním opce zaplatila Karviné zhruba 20 milionů korun. Dvacetiletý útočník podepsal smlouvu do roku 2026.
Dne 3. srpna 2023 gólem v zápase druhého předkola Konferenční ligy proti kosovskému klubu KF Drita pomohl Plzni k výhře 2:1 a k postupu do dalšího kola evropského poháru. Durosinmi se střelecky prosadil i v dalších předkolech Konferenční ligy proti maltskému klubu Gżira United a také proti kazašskému Tobolu Kostanaj. Dařilo se mu i v české lize, v září vstřelil 6 branek ve čtyřech zápasech a byl zvolen nejlepším hráčem měsíce Fortuna:ligy. V říjnu si ale při prohře 0:3 v Liberci vážně poranil kolenními vazy a musel podstoupit operaci. I přes zdravotní potíže byl Durosinmi na konci roku 2023 spojován s přestupem do zahraničí, velký zájem o jeho služby projevil německý Eintracht Frankfurt či anglický Wolverhampton Wanderers.